# هنری هربرت، دهمین ارل پمبروک
هنری هربرت، دهمین ارل پمبروک (انگلیسی: Henry Herbert, 10th Earl of Pembroke; ۳ ژوئیهٔ ۱۷۳۴ – ۲۶ ژانویه ۱۷۹۴ (۵۹ ساله)) سواره‌نظام اهل پادشاهی بریتانیای کبیر بود.